# Alfredo Copello
Alfredo Copello (15 marzo 1903 – ...) è stato un pugile argentino.

## Palmarès

### Olimpiadi
- Argento a Parigi 1924 nei pesi leggeri.